# Land utan bröd
Land utan bröd (spanska: Las Hurdes, tierra sin pan) är en surrealistisk spansk dokumentärfilm från 1933 regisserad av Luis Buñuel.
Filmen utspelar sig i det fattiga området Las Hurdes, en comarca i de Kastilianska skiljebergen. Filmens berättarröst skildrar de utblottade invånarnas extrema fattigdom på ett sakligt sätt. Berättarens (Abel Jacquin) platta och ointresserade röst kontrasterar med den påtagliga misären för de människor som skildras. Delar av filmen är rena påhitt för att göra åskådarna upprörda, och filmvetaren Pelle Snickars ser den som ett tidigt exempel på genren mockumentary.
Filmen hade premiär december 1933, alltså ett par år in i den andra spanska republiken, och några år innan det spanska inbördeskrigets utbrott.